# Shirley (film 2020)
Shirley è un film del 2020 diretto da Josephine Decker.
La pellicola, adattamento cinematografico dell'omonimo romanzo scritto da Susan Scarf Merrell, narra le vicende di Shirley Jackson, scrittrice e giornalista statunitense, interpretata da Elisabeth Moss.

## Produzione
Le riprese del film sono iniziate nel luglio 2018 a Jefferson Heights, mentre altre riprese sono state effettuate al Vassar College.

## Distribuzione
Il film è stato presentato al Sundance Film Festival il 25 gennaio 2020, e distribuito on demand negli Stati Uniti a partire dal 5 giugno 2020.

## Riconoscimenti
- 2020 - Festival internazionale del cinema di Berlino
  - Candidatura per il miglior film nella sezione Encounters
- 2020 - Sundance Film Festival
  - U.S. Dramatic Special Jury Award: Auteur Filmmaking
  - Candidatura per il Gran premio della giuria: U.S. Dramatic